# Ungmø
En mø er en gammel dansk betegnelse for jomfru.
Det mandlige sidestykke til en ungmø er en ungkarl; denne titel kan han beholde hele livet, såfremt han ikke bliver gift, hvorimod en ældre ungmø går over til at blive gammeljomfru, såfremt hun ikke gifter sig.
| Familie | Spire Denne artikel om familie og parforhold er en spire som bør udbygges. Du er velkommen til at hjælpe Wikipedia ved at udvide den. |